# Meuble
Pour les articles homonymes, voir Meuble (homonymie) et Mobilier.
Les meubles (ou le mobilier) sont l'ensemble des éléments mobiles qui, dans les pièces d'un bâtiment (logement, bureau, etc.) voire à l'extérieur (terrasse, balcon, etc.), sert au confort et aux activités des habitants ou des utilisateurs (chaises, lits, tables…), au rangement d'objets divers (armoires, buffets, commodes, bibliothèques…).
Les meubles de rangement, qui comportent usuellement des étagères, des tiroirs ou des portes, servent à ranger de petits objets tels que les vêtements, outils et ustensiles, livres ou encore provisions ménagères… Ils peuvent être le résultat d'une création artistique et être alors considérés comme une forme d'art décoratif. En plus de leur fonction utilitaire, les meubles peuvent avoir une fonction symbolique , ou religieuse. Les meubles contribuent aussi à la décoration du logement, en conjonction avec d'autres objets tels que rideaux, tapis, pendules ou luminaires qui contribuent à la création d'un espace intérieur pratique et confortable.

## Histoire

### Au Néolithique

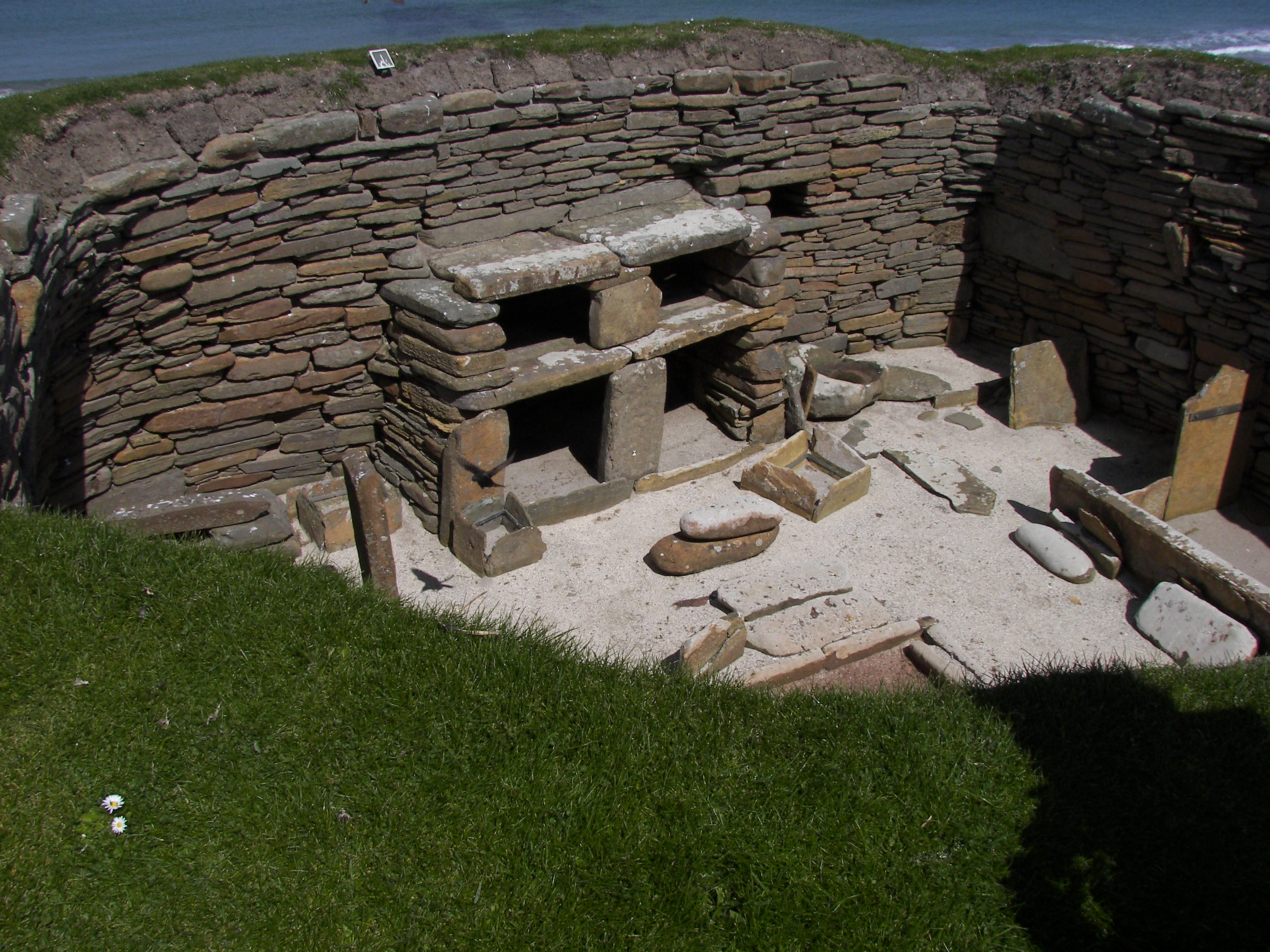
Maison du site de Skara Brae montrant une commode en pierre à étagères.

Dès le Néolithique, des meubles en pierre et probablement en bois (cette matière se conservant mal, elle ne se retrouve pas dans les chantiers archéologiques de cette période) sont fabriqués.
Les premiers vestiges de mobilier ont été trouvés dans le site archéologique néolithique de Skara Brae qui montre, en raison d'une pénurie de bois dans les Orcades, toute une gamme de meubles en pierre : placards, commodes, lits, banquettes, étagères, sièges en pierre, et les réservoirs de patelle.

### Antiquité

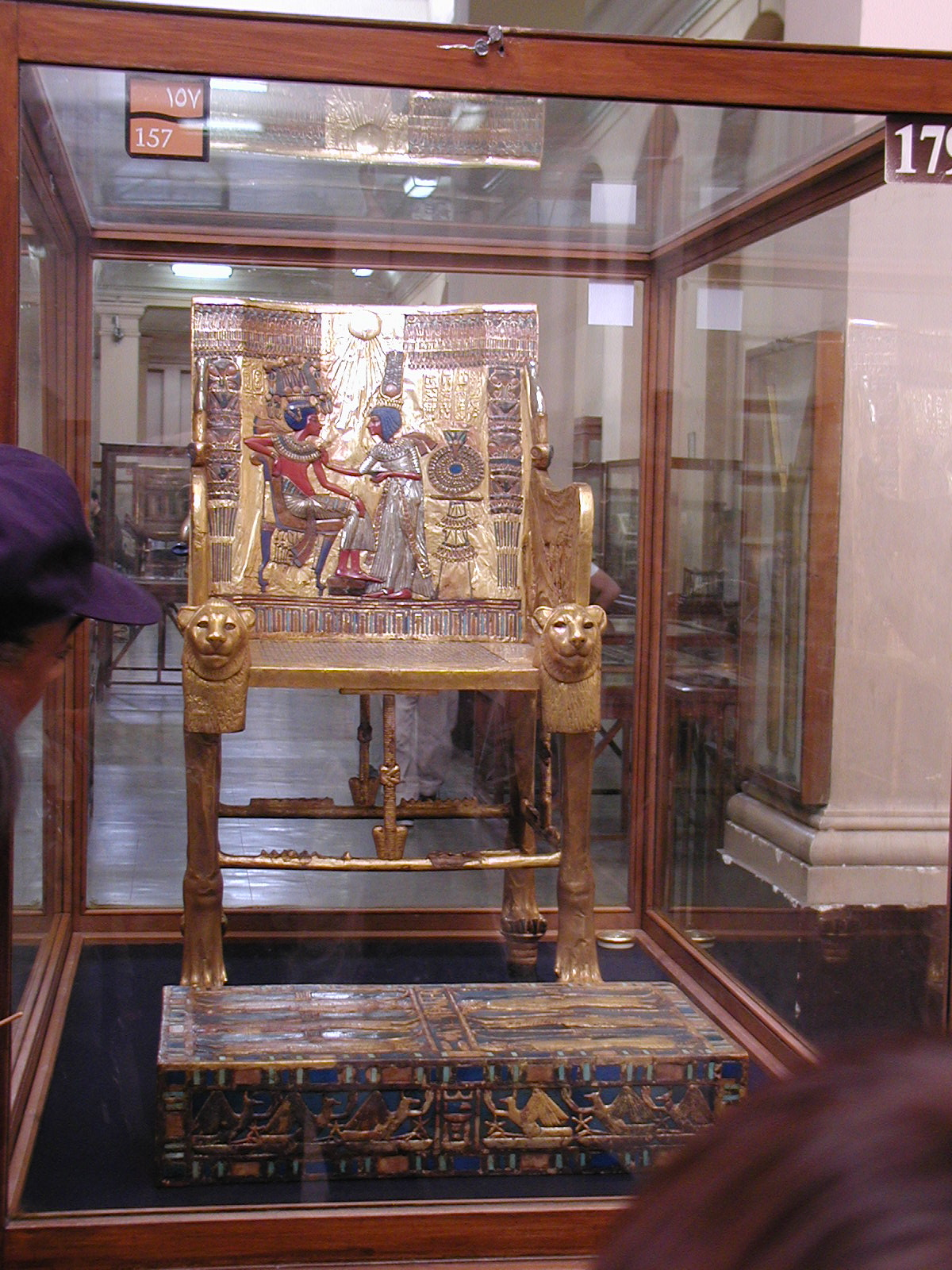
.

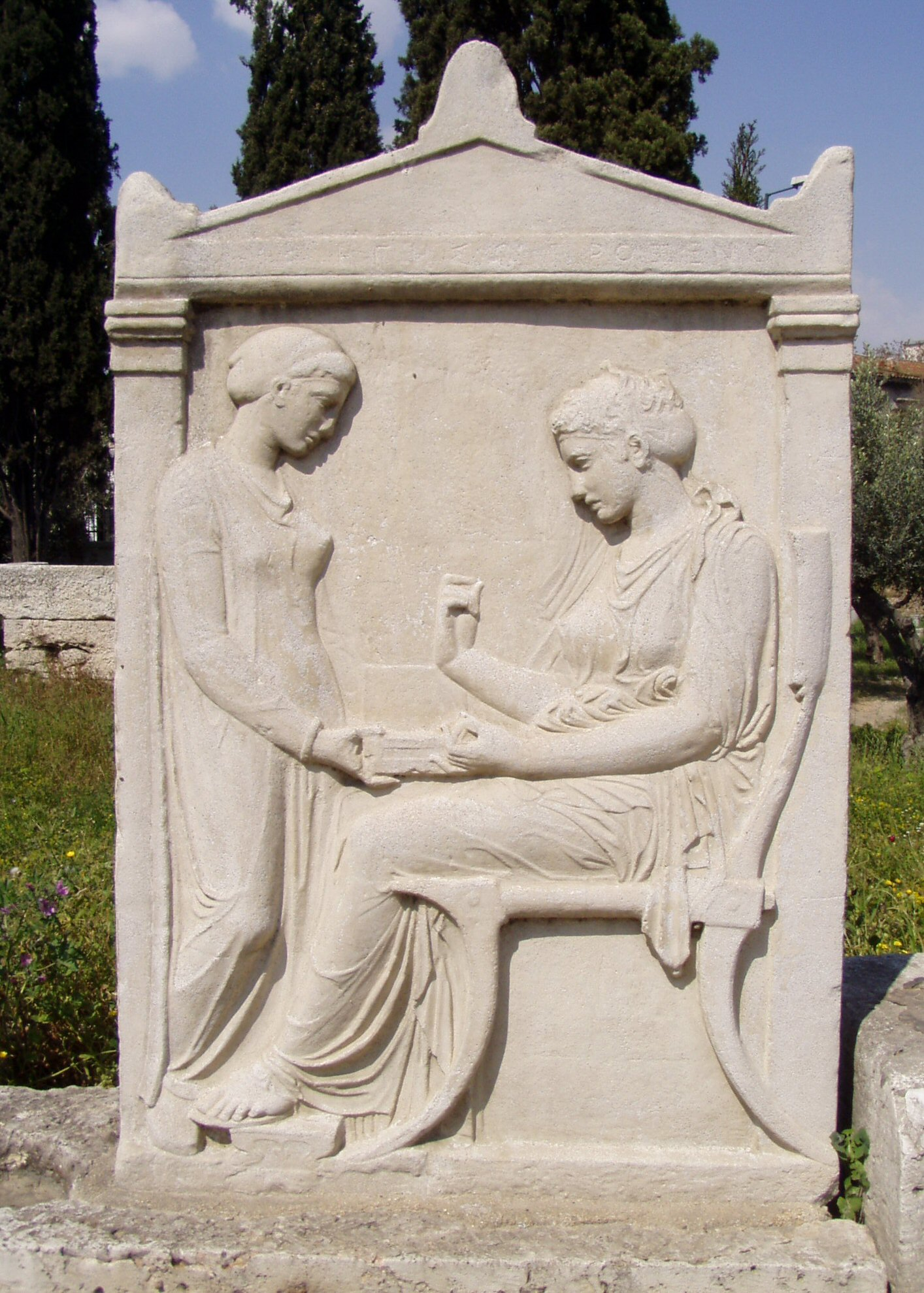
Klismos grec.

Le mobilier ancien de l'Antiquité est déjà très varié.
Les Égyptiens maîtrisent le tournage et le cintrage pour fabriquer des meubles tels que des chaises et tabourets avec des piètements en forme d'animaux, des lits de toutes formes, des buffets ou des tables, meubles pouvant être peints ou décorés.
Les Grecs fabriquent généralement des meubles en bois (type érable, chêne, if, saule), mais aussi en pierre ou en métal (bronze, fer, or, argent). Les pièces en bois sont assemblées par tenon-mortaise, chevilles, clous en métal voire de la colle, décorées en ivoire, écaille de tortue, verre, or ou d'autres matières précieuses, plaquées en bois précieux avec des types de bois coûteux ou durs afin d'affiner l'objet ou le rendre plus riche, mais les meubles de l'époque classique, ont souvent été considérés plus faibles par rapport à des objets attestés dans l'Est, ou à ceux de périodes antérieures issus de Grèce.

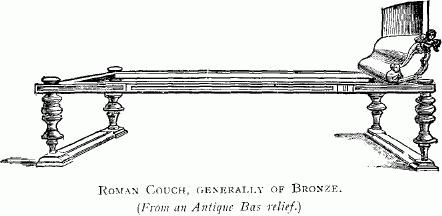
Banquette romaine trouvée à Pompéi.

Les Romains assimilent les influences grecques (reprenant leur typologie du meuble et leurs formes) et étrusques (reprenant leur technologie du bronze).

### Moyen Âge et Renaissance
L'époque romane voit le développement du mobilier liturgique.
Durant la période gothique, le mobilier paysan reste simple. Les seigneurs, nomades, car voyageant de résidence en résidence et devant faire face aux nombreuses guerres féodales, utilisent des meubles transportables dont l'élément de base est le coffre, qui sert de rangement et d'archebanc (coffre à couvercle plat utilisé comme banc). Ils sont rarement en bois apparent mais le plus souvent gainés de cuir ou de toile peinte. Les planches sont liées par des pentures souvent curvilinéaires.
Beaucoup des meubles médiévaux se (re)définissent à la Renaissance :
- la table occidentale issue du plateau volant et ses tréteaux du Moyen Âge ;
- la chaise, le fauteuil, issus de la chaire qui perd son dais ;
- l'armoire à double corps ;
- le dressoir ;
- le cabinet, ancêtre du secrétaire.

## Types de bois utilisés dans les meubles
Il a été autour pendant des siècles et probablement existé quand les gens de caverne se sont fatigués de s’accroupir sur le sol de saleté de leurs grottes et chercher une meilleure méthode[pas clair].
Les bois qui sont façonnés en meubles se répartissent en trois catégories :

### Bois dur
Les termes « Bois dur » et « Bois tendre » sont trompeurs. Les bois durs ne sont pas nécessairement plus durs et plus denses. Par exemple, le bois de balsa est l’un des bois les plus légers et les moins denses, et il est considéré comme un bois dur. La différence entre bois "dur" et "tendre" se trouve dans la façon dont l’arbre se reproduit.
Le bois dur est celui issu d'arbres angiospermes, les feuillus. Leur croissance lente les rend plus coûteux et la différenciation de leurs cellules entre le bois de printemps et d'été crée des motifs variés. Aussi d'une espèce à l'autre l'organisation des cellules change et donc la densité, l’homogénéité, la teinte…
Les bois durs sont considérés comme la qualité maximale et sont les plus chers. Leurs couleurs naturelles varient des bois les plus profonds aux bois les plus légers et ils peuvent être teints ou peints pour plus de diversité.
Les meubles en bois dur sont susceptibles de se déformer ou de se courber au gré des variations d'hydrométrie dans leur environnement. La bonne conception d'un meuble et l'application d'une finition (huile, vernis, cire…) permettent de limiter ces variations. Parmi les bois les plus utilisés dans la fabrication de meubles en France on trouve chêne, hêtre, frêne, noyer, érable, merisier, platane… Certains de ces bois sont très solides comme le chêne ou le frêne et pourront être utilisés en structure (pieds, traverses…). D'autres, comme le platane ou le peuplier sont moins solides et seront utilisés davantage pour des éléments non structurels (plateaux, portes…).

### Bois tendre
Aussi appelés résineux, les arbres gymnospermes ont une croissance plus rapide et sont donc en général moins coûteux que les feuillus mais ils nécessitent plus de soins. Comme ils sont moins durables, il est beaucoup plus facile de rayer ou d’endommager les meubles en bois tendre. En outre, ils n’ont souvent pas les magnifiques grains d’un bois et ne se colorent donc pas aussi bien.
Le pin est une bonne illustration d’un bois résineux souvent utilisé pour les meubles. Ces forêts sont souvent utilisées dans la structure de sorte que les pièces les plus choisies sont réservées aux meubles. Dans la construction, les nœuds et les fentes sont communs. Une grande partie du bois de construction n’accepte pas la peinture et ce type de bois est utilisé pour les étagères ou les caisses d’emballage.
Le bois résineux utilisé dans les meubles est traditionnellement désigné sous le nom de « bois d’apparence » et comprend la plupart des bois d’œuvre résineux qui ont été moulus sur mesure selon un motif ou qui ont été apposés sur les quatre côtés.

### Composite
Les composites sont la forme de bois la moins chère et sont fabriqués. Les deux types de bois composites sont :
1. Le contreplaqué : plusieurs couches de fines feuilles de bois ont été collées et pressées. Certains meubles sont fabriqués directement à partir de contreplaqué, mais normalement, ils ne servent que de support lorsqu’ils sont intégrés dans des meubles.
2. Panneau de particules : la sciure de bois et les copeaux de bois sont mélangés avec de la colle ou de la résine qui est ensuite formée et traitée. Lorsqu’ils sont utilisés pour des meubles peu coûteux, les panneaux de particules sont généralement recouverts de stratifié ou de placage. Cela est nécessaire parce que les panneaux de particules se séparent facilement et le stratifié empêche la fente. Cependant, l’inconvénient est que le stratifié peut se séparer du bois parce que le panneau de particules réagit aux changements de température et de pression en rétrécissant et en gonflant.
  1. Panneau de fibres dur : est fait comme panneau de particules mais il est placé sous une pression plus élevée donc c’est plus fort.
  2. Panneau de fibres à densité moyenne ou MDF : les particules de bois sont collées avec de la résine et compressées. Il est plus résistant que les panneaux de particules ou les panneaux durs et peut être coupé comme du contreplaqué, bien qu’il ne soit pas aussi puissant que le contreplaqué. Certains MDF sont recouverts de mélamine qui est un plastique durable de différentes couleurs. Les bords exposés du MDF sont rugueux et doivent être recouverts d’une moulure ou d’un autre matériau décoratif.

Techniquement, les meubles fabriqués à partir de tous ces produits en bois sont de « vrais » meubles en bois, même les composites.

## Meubles et développement soutenable
Les meubles sont à l'origine d'une consommation importante de matière première et peuvent avoir une lourde empreinte carbone. Autrefois faits de bois et parfois de métal, ils contiennent de plus en plus de matériaux composites tels que les panneaux de particules (aggloméré). Les panneaux de fibres (MDF : Médium Density Fireboard) contiennent des matières synthétiques toxiques et/ou écotoxiques (urée formol, urée phénol formol), qui sont des COV (composés organiques volatils) posant des problèmes de santé environnementale.
La production, vente, transport et fin de vie est source d'importants impacts écologiques. L'écoconception, les écomatériaux, les ressourceries et recycleries… contribuent à diminuer l'empreinte écologique du mobilier.
Les meubles ayant un impact écologique réduit peuvent bénéficier de la marque NF environnement ameublement.
En France, la loi Grenelle II impose (depuis 2012), aux fabricants de meubles de mettre en place une filière de récupération des meubles usagés appelée Éco-mobilier (« Art. toute personne physique ou morale qui fabrique, importe ou introduit sur le marché des éléments d’ameublement assure la prise en charge de la collecte, du tri, de la revalorisation et de l’élimination desdits produits en fin de vie soit sous la forme d’initiative individuelle, soit sous la forme d’un financement des éco-organismes agréés qui en assurent la gestion ». De plus, « tout émetteur sur le marché ne respectant pas cette obligation est soumis à la taxe générale sur les activités polluantes ») ; et « Les produits de construction et d’ameublement ainsi que les revêtements muraux et de sol, les peintures et vernis qui émettent des substances dans l’air ambiant sont soumis à une obligation d’étiquetage des polluants volatils à partir du 1er janvier 2012 ». En 2012, le décret concernant l'étiquetage des polluants volatils des meubles était en retard de parution, contrairement aux produits de construction.
En France, des éléments d'ameublement sont désignés par l'article R. 543-240 du code de l'environnement ; ils concernent leur metteurs en marché, leurs distributeurs, les organismes collectifs candidats à l'agrément pour exercer respectivement le rôle d'éco-organisme pour la gestion des déchets issus d'éléments d'ameublement (DEA), les éco-organismes agréés pour la gestion de ces déchets. Ils sont aussi concernés par la loi n° 2020-105 du 10 février 2020  relative à la lutte contre le gaspillage et à l'économie circulaire pour la filière REP relative aux déchets d'éléments d'ameublement concernant la majoration du barème de soutien à la collecte dans les territoires d'outre-mer et mise en place d'un barème progressif de soutien à la collecte par le service public de gestion des déchets. Cet éco-organisme fait l'objet d'un cahier des charges spécifique « ayant pour objet de contribuer au traitement des déchets issus des éléments d'ameublement visés au 10° de l'article L. 541-10-1 du code de l'environnement ». Il a été modifié en 2020 « pour que le barème de soutien à la prise en charge des coûts supportés par le service public de gestion des déchets est majoré dans les collectivités d'outre-mer pour tenir compte des charges plus élevées supportées par les collectivités dans ces territoires par rapport à celles de la métropole ».

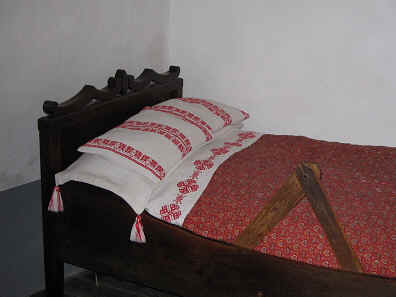
Lit en bois.
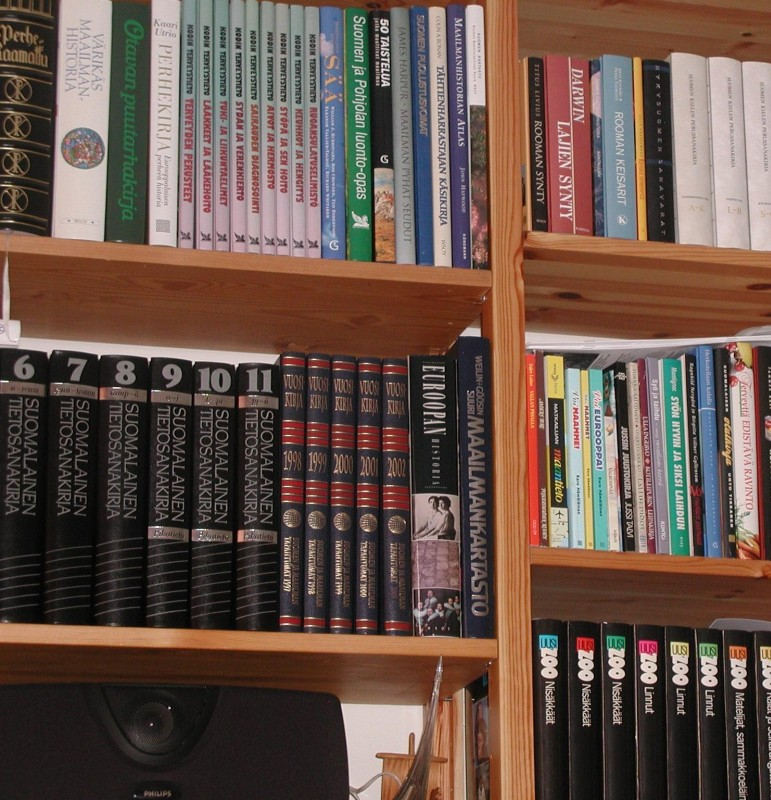
Bibliothèque.
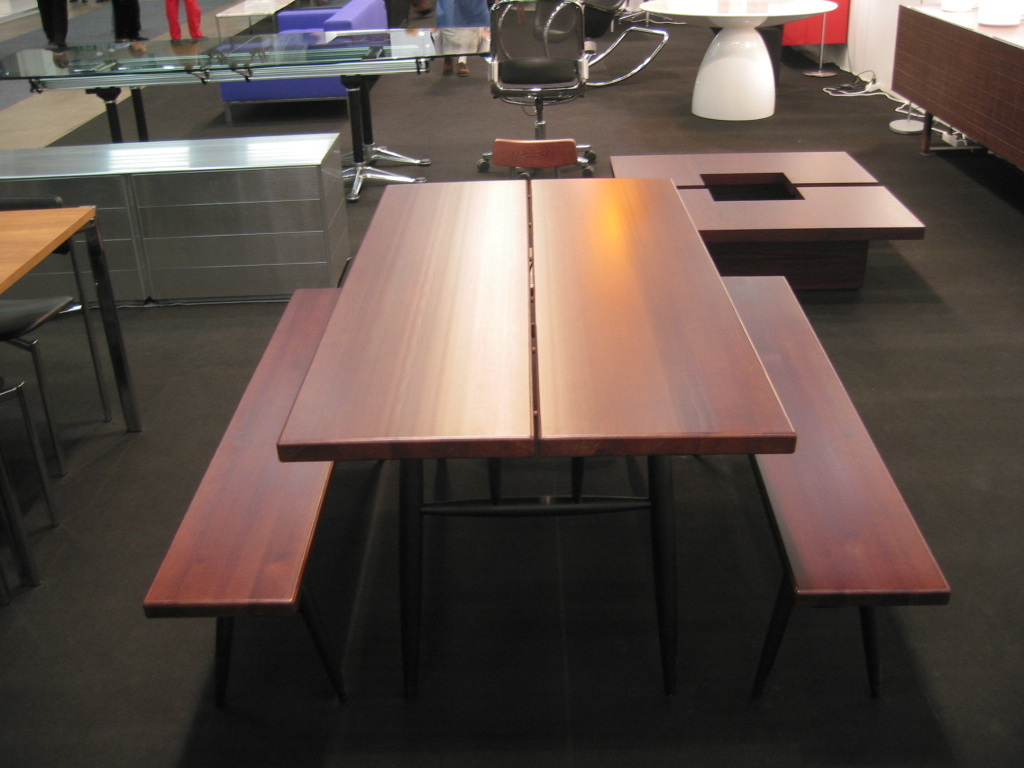
Table design.
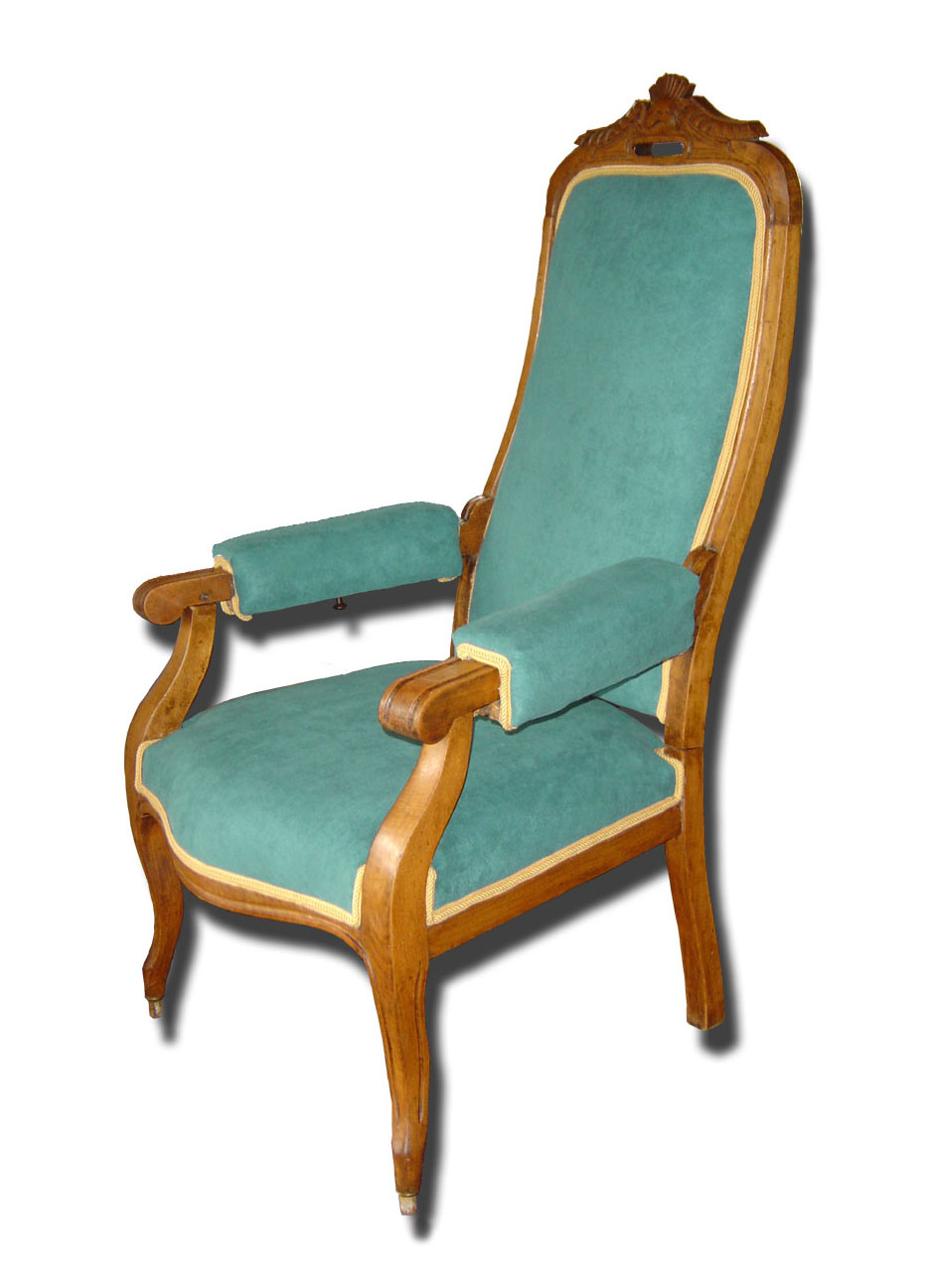
Fauteuil voltaire
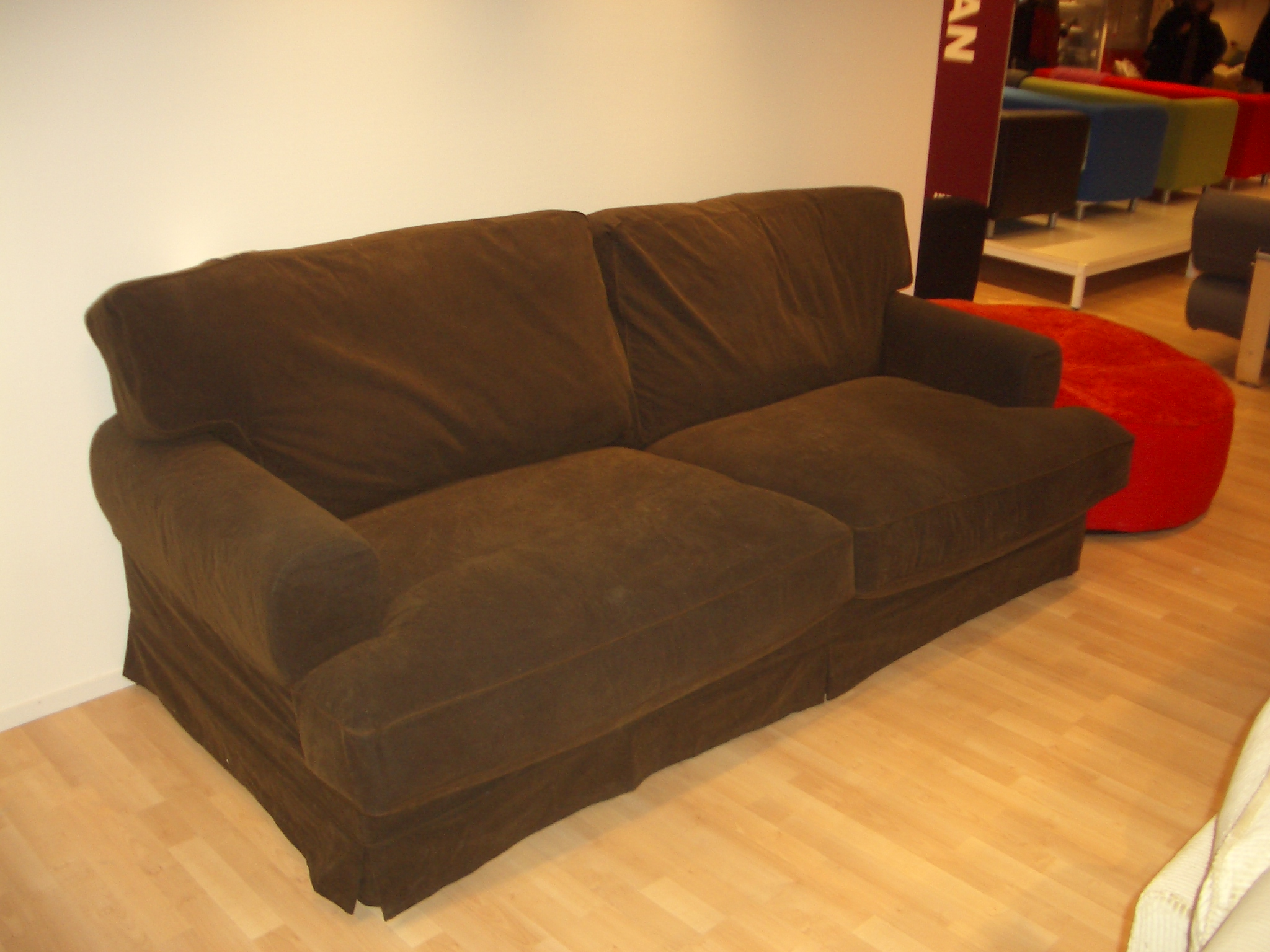
Canapé.
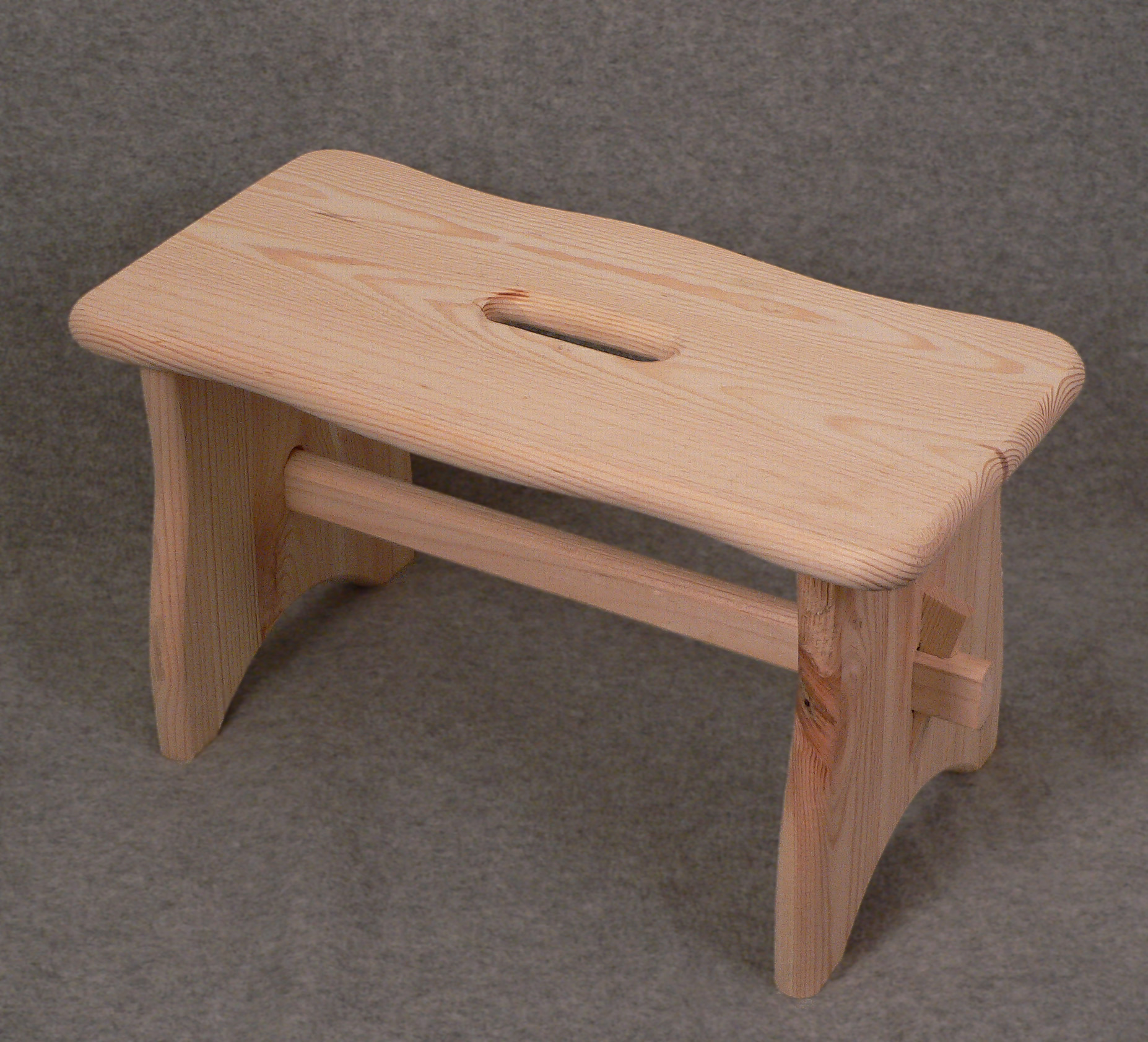
Tabouret.
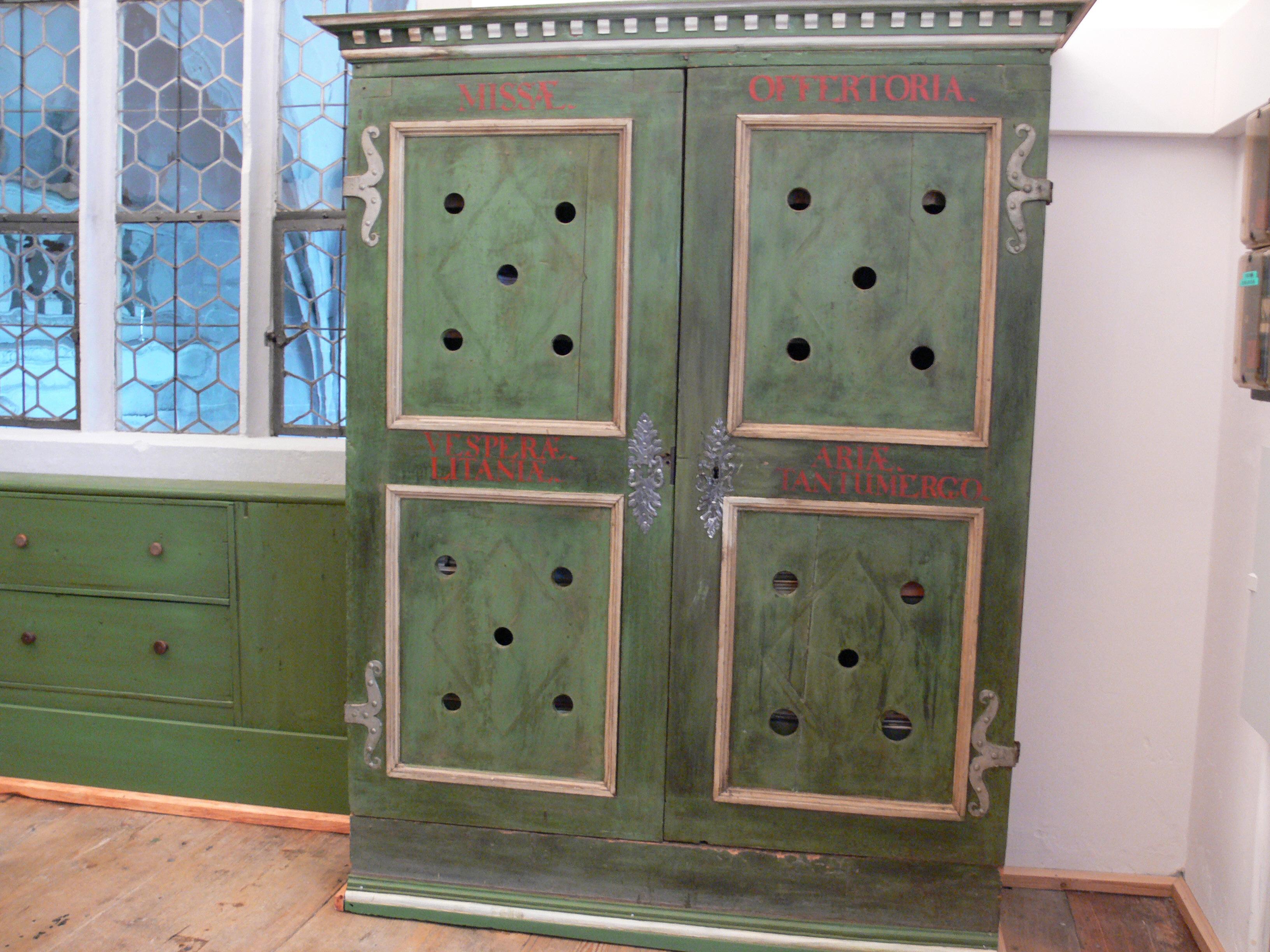
Armoire à partitions musicales.
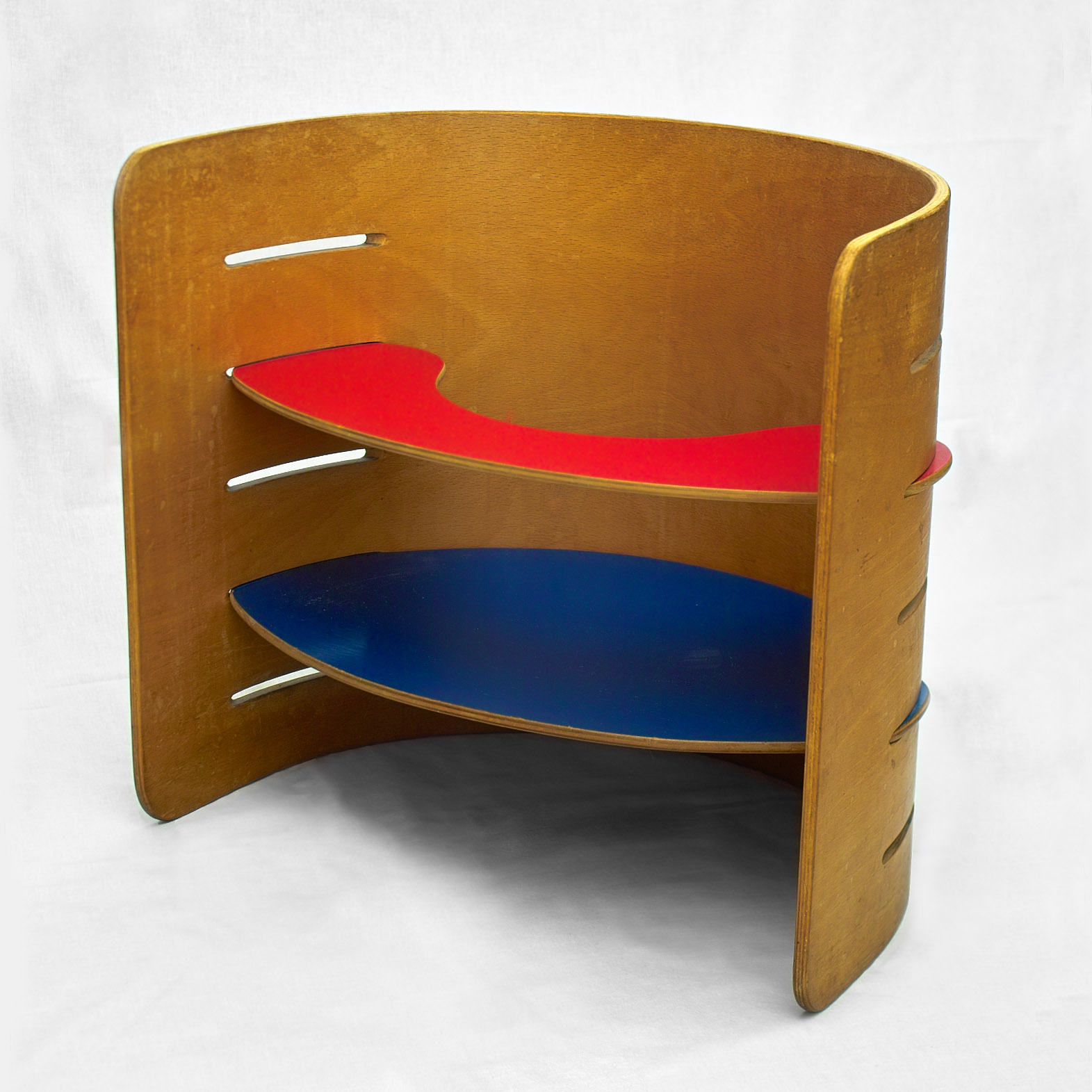
Meuble pour enfant.